# Cédrik Cayol
Cédrik Cayol est un international français de rink hockey né le 16 février 1979 qui évolue au poste de gardien.

## Carrière
Il participe à trois championnats du monde en 2001, 2003 et 2005. 
Il participe au championnat d'Europe 2000 et 2002. Pour son dernier championnat d'Europe en 2004 et, après avoir remporté le championnat de France de Nationale 1 lors de sa première saison à la Vendéenne, il est sélectionné pour participer au championnat d'Europe organisé par son propre club. 
En 2010, après deux saisons et demie en tant qu'entraineur de la Vendéenne, il n'a encore remporté aucun titre avec l'équipe qu'il dirige. Il ne termine qu'à une quatrième place de championnat, mais se qualifie tout de même pour la coupe d'Europe. L'accumulation de défaite conduit à son remplacement par  Sergio Burgoa en cours de saison. 
Il est par la suite entraineur des gardiens à Nantes. À l'issue de la saison 2015-2016 et du départ à la retraite du gardien nantais Gaëtan Guillomet, ce dernier remplace Cédrik Cayol à son poste d'entraineur. 

## Palmarès
- Championnat du monde : 5e place (2001)
- Championnat d'Europe : 4e place (2000, 2002)
- Coupe des nations : 6e place (2005)
- Coupe latine : 3e place (1998)